# Thomas O. Paine

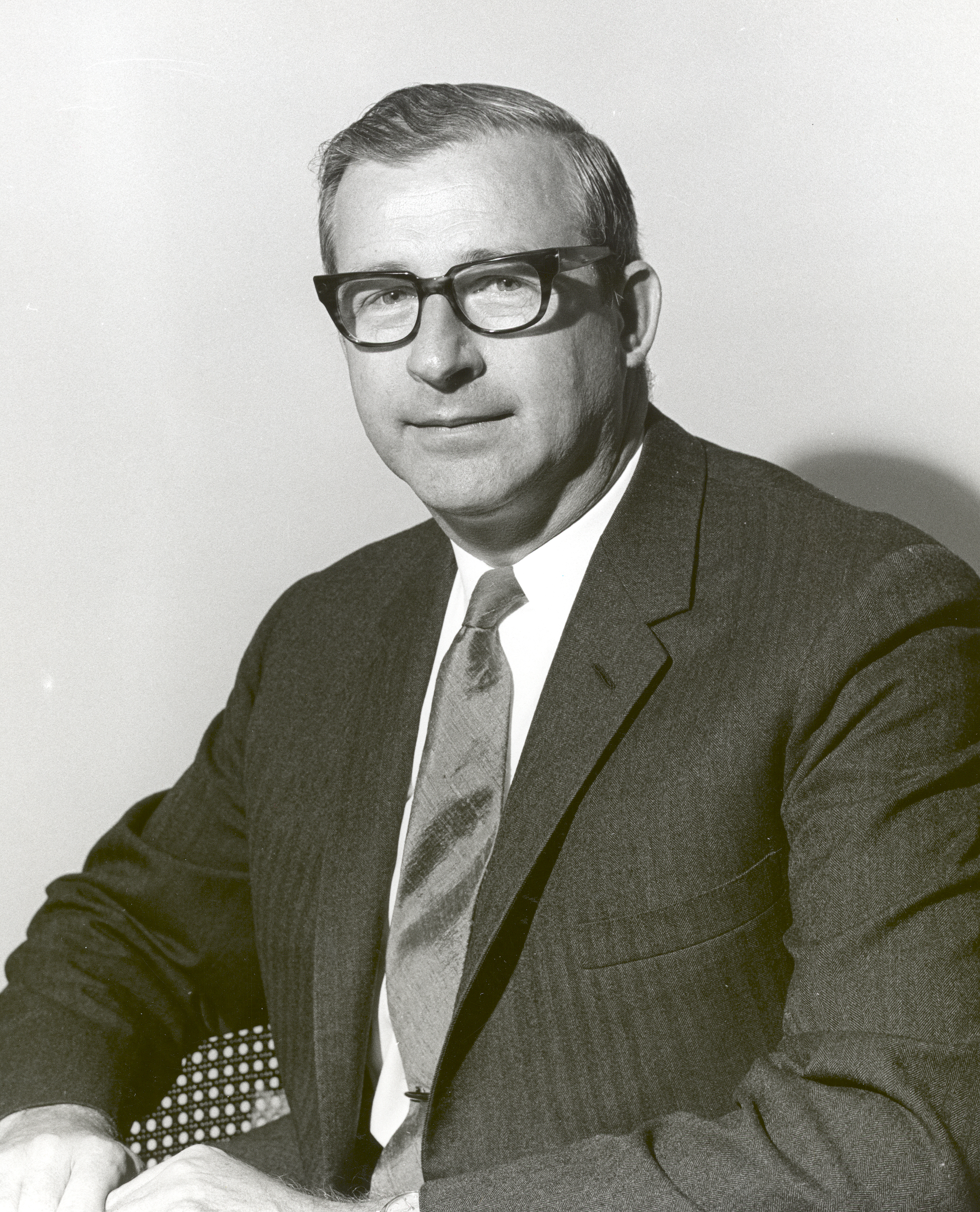
Thomas O. Paine

Thomas Otten Paine (* 9. November 1921 in Berkeley, Kalifornien; † 4. Mai 1992 in Los Angeles) war ein amerikanischer Wissenschaftler und vom 21. März 1969 bis zum 15. September 1970 der dritte Administrator der NASA.

## Leben
Paine wurde in Berkeley, Kalifornien, geboren und besuchte öffentliche Schulen in verschiedenen Städten. 1942 absolvierte er sein Studium an der Brown University mit einem Bachelor-Abschluss in Maschinenbau. Von 1946 bis 1949 besuchte er die Stanford University und erlangte 1947 einen Master of Science sowie 1949 einen Ph. D. in der physikalischen Metallurgie.
Er erhielt Ehrendoktortitel der Brown University, des Clarkson College of Technology, der Nebraska Wesleyan University, der University of New Brunswick, der Oklahoma City University und des Worcester Polytechnic Institute.
Paine war verheiratet mit Barbara Helen Taunton Pearse aus Perth. Sie hatten vier Kinder.

## Wissenschaftliche Karriere
Paine begann seine Karriere als wissenschaftlicher Mitarbeiter an der Stanford University von 1947 bis 1949, wo er Untersuchungen an Hochtemperatur-Legierungen und flüssigen Metallen für Kernreaktoren der Marine durchführte. Ab 1949 arbeitete er bei General Electric, wo er im Research Laboratory in Schenectady als wissenschaftlicher Mitarbeiter begann.
1951 wechselte er zum Meter and Instrument Department in Lynn (Massachusetts) als Manager der Materialentwicklung, und später als Labor-Manager. Unter Paines Leitung erhielt das Labor 1956 den Award for Outstanding Contribution to Industrial Science von der AAAS. Von 1958 bis 1962 war Paine wissenschaftlicher Mitarbeiter und Leiter der Engineering Applications bei General Electric’s Research and Development Center in Schenectady. Ab 1963 war er Manager der TEMPO, General Electrics Center for Advanced Studies, in Santa Barbara.

## Leitung der NASA
Dr. Thomas O. Paine war seit dem 31. Januar 1968 stellvertretender Administrator der NASA. Als James Edwin Webb am 8. Oktober 1968 die NASA verließ, wurde er zum ausführenden Administrator. Er wurde als dritter NASA-Administrator am 5. März 1969 nominiert und durch den Senat am 20. März 1969 bestätigt.
Während seiner Amtszeit bei der NASA wurden die ersten sieben bemannten Apollo-Missionen geflogen. (Apollo 7 bis Apollo 13)
Paine war sehr aktiv bei der Vorbereitung der Post-Apollo-Ära. Zusammen mit George Edwin Mueller und anderen entwickelte Paine einen ehrgeizigen Plan für die Errichtung einer Mondbasis und einer massiven Raumstation in der Erdumlaufbahn vor dem Ende der 1970er Jahre, mit ihrem Höhepunkt in einer bemannten Mission zum Mars im Jahre 1981. Diese Pläne wurden jedoch von Präsident Richard Nixon abgelehnt.

## Späteres Leben
Paine legte am 15. September 1970 sein Amt nieder und kehrte zurück zu General Electric, wo er Vizepräsident und später Senior-Vizepräsident für Wissenschaft und Technologie wurde.
Paine verließ General Electric im Jahr 1976 und wurde bis 1982 Präsident und Chief Operating Officer der Northrop Corporation.
Am 4. Mai 1992 verstarb er an Krebs.
Der Asteroid (5188) Paine wurde nach ihm benannt.